# Ратлуб
Ратлу́б (авар. Ригьикь; ахв. Ракьу) — село в Шамильском районе Дагестана.
Образует сельское поселение село Ратлуб как единственный населённый пункт в его составе.

## География
Село Ратлуб расположено у подножья Богосского хребта у реки  Ратлубор, в 9 км к западу от районного центра села Хебда.

## История
Село Ратлуб было основано XIII—XV в.в. До XVIII века ратлубцы входили в Ахвахское вольное общество. В XVIII веке гидатлинцы дали ратлубцам земли Битлину. Такое дарение было возможно лишь за счёт общих земель всего Гидатлинского союзного общества. Согласно этому соглашению ратлубцев отторгали от Ахваха и превращали в союзников Гидатля. Жители села Ратлуб и жители шести селений Гидатлинского общества заключили настоящее соглашение, чтобы действовать сообща во всех делах. Так, после XVIII века ратлубцы вошли в Гидатлинское общество. Со времён Шамиля село Ратлуб подвергалось многочисленным нашествиям. Было очень много притязаний на Ратлубских землях.
В 1944 году населённый пункт ликвидирован, все население переселено в село Ратлуб (Бильты) Андалалского района. Восстановлено в 1957 году, в связи с реабилитацией чеченцев и повторным переселением населения.

## Население
| 1869 | 1888 | 1895 | 1926 | 1939  | 1959 | 1970 |
| ---- | ---- | ---- | ---- | ----- | ---- | ---- |
| 537  | ↗727 | ↘635 | ↗730 | ↗880  | ↘579 | ↗639 |
| 1989 | 2002 | 2010 | 2012 | 2013  | 2014 | 2015 |
| ↘553 | ↗724 | ↗961 | ↗962 | ↗971  | →971 | ↘957 |
| 2016 | 2017 | 2018 | 2019 | 2020  | 2021 | 2023 |
| ↗967 | ↗968 | ↗976 | ↗993 | ↗1006 | ↘898 | ↗916 |
| 2024 | 2025 |      |      |       |      |      |
| ↗931 | ↗937 |      |      |       |      |      |

Населено коренным народом Западного Дагестана — ахвахцами.

## Социальная инфраструктура
В селе расположены средняя школа, ДК, библиотека, амбулатория и мечеть.